# Strefi-Hügel

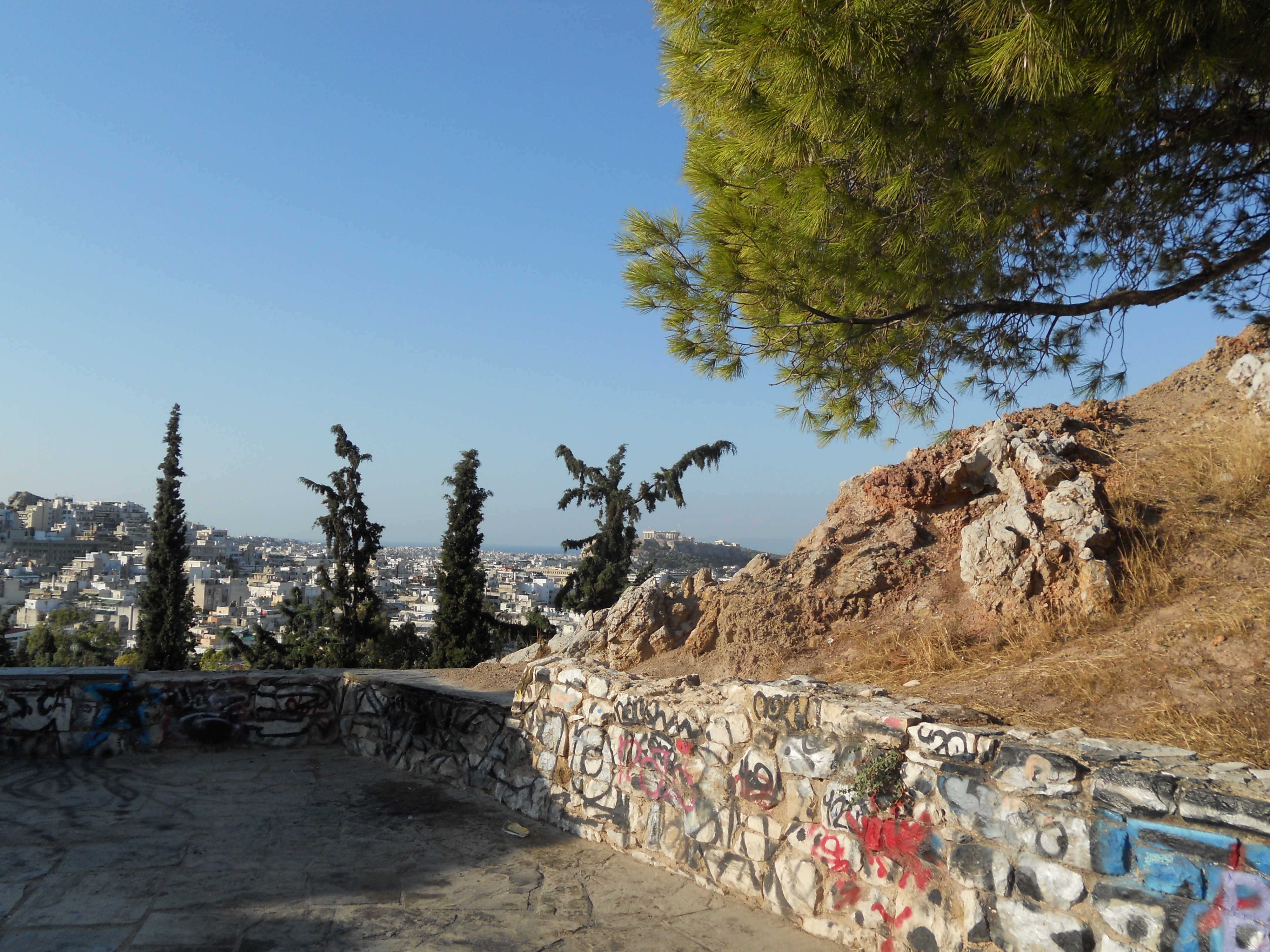
Blick vom Strefi-Hügel

Der Strefi-Hügel (griechisch Λόφος Στρέφη, Lofos Strefi) ist ein Kalksteinhügel in der griechischen Hauptstadt Athen.
Der Hügel ist im Norden des Stadtteils Exarchia, nordwestlich des Lykavittos gelegen. 
Er soll mit dem Anchesmos-Hügel der Antike identisch sein, auf dem sich nach Pausanias eine kolossale Zeus-Statue befunden haben soll.  Im 19. und frühen 20. Jahrhundert gehörte er der Familie Strefis, die dort bis 1911 einen Steinbruch betrieb. Nach Einstellung des Steinbruchs und Bepflanzung wurde das Areal im Jahr 1938 der Öffentlichkeit zugänglich gemacht und damit ein beliebtes Ausflugsziel. Der Strefi-Hügel bietet eine üppige Vegetation und verschlungene Wege und Terrassen mit Ausblick auf Akropolis, Stadt und Lykabettos. Auf dem Hügel befindet sich ein kleines Freilufttheater, ein Basketballplatz, ein Spielplatz und eine Cafeteria.